# 清水樂團
清水乐团（英語：Creedence Clearwater Revival）全名為克里登斯清水復興合唱團，通常簡稱為Creedence 或 CCR，是美國的一個搖滾樂團，活躍於20世紀60年代末到70年代初期。樂團創作許多知名經典歌曲，最廣為人熟識的有驕傲的瑪麗和你可曾看過那場雨？以及壞月亮升起，還有當時被認為是反戰國歌的幸運兒。
樂團由主唱兼主音吉他手也是歌曲主要創作者的約翰·弗格蒂，和他的哥哥擔任節奏吉他手的Tom Fogerty，以及貝斯手Stu Cook和鼓手Doug Clifford所組成。他們的音樂風格涵蓋了根源搖滾、沼澤搖滾和藍調搖滾等類型。儘管他們是在舊金山灣區崛起，但他們演奏南方搖滾的音樂風格，歌詞描寫有關於密西西比河的河口、沼澤、鯰魚，以及美國南方其他的流行元素，還包括反對美國參與越戰的政治傾向和有關於社會意識的歌曲。 樂團1969年在紐約州北部的伍德斯托克音樂藝術節演出。
經過四年《告示牌》榜單上的成功之後，樂團在1972年末经过激烈的争吵解散，在樂團正式解散前一年湯姆·弗格蒂已經離開樂團，之後Tom的弟弟John在樂團的藝術和事務控制方面與其餘成員想法不一致，所有的種種導致了樂團成員之間後續的訴訟。約翰·弗格蒂與他們所屬的唱片公司幻想唱片的擁有者索爾·扎恩茲持續產生分歧，导致後來長期的法院爭訟。因此，約翰·弗格蒂拒絕與樂團另外兩位倖存的前團員在1993年清水樂團入選搖滾名人堂時的演出。
雖然樂團在美國僅售出了2600萬張專輯，但其音樂依然是美國廣播電台播放的人气歌曲。《滾石雜誌》在史上100位最偉大的藝術家名單中將他們排名在第82位。

## 历史

### 蓝色天鹅绒/怪物乐队: 1959–1967
John Fogerty、Doug Clifford和Stu Cook在加州艾尔赛里托的波托拉中学相识。并给他们的乐队起名蓝色天鹅绒，此三人组合开始演奏歌曲伴奏部分和“点唱机经典作品”，同时正值Fogerty的哥哥汤姆从现场舞台和录音室归来，他便马上加入了乐队。乐队在1964年与唱片公司Fantasy Records签约。
乐队成员的队内角色在此时期有了变化。Stu Cook从钢琴转變成彈奏贝斯，并且Tom Fogerty从主唱转變成旋律吉他手；John成为了乐队的主唱和主作曲人。用Tom的话说：“我可以担任主唱，但是John有着与众不同的声音。”

### 早期成功: 1967–1968
在1966年，乐队遭遇了一次挫折：John Fogerty和Doug Clifford收到了征兵通知书，John加入了预备队，而Doug加入了海岸警卫队。
在1967年，索爾·扎恩茲(Saul Zaentz)购入了Fantasy Records唱片公司，他为乐队提供了一个录制全长唱片的机会，但前提是将乐队名字更改成其他的。他从未喜欢过“怪物乐队”这个名字，一部分原因是因为这名字带有种族问题；四个人在看过条件之后同意更名。Zaentz和乐队同意各方提出十个意见，他十分同意乐队提出的第一个名字“克里登斯清水复兴合唱团”（CCR），并且在1968年1月正式落实该名。根据二十年后对乐队成员的采访，该名的来源有三点：
- Tom Fogerty的朋友Credence Newball，他们将Credence改为Creedence使用
- 一个Olympia Brewing公司的电视广告（"clear water"）
- 四位乐队成员对他们乐队的再次承诺

其他被拒绝的乐队名字甚至还有”Muddy Rabbit“, “Gossamer Wump”, 以及“Creedence Nuball and the Ruby”,但他们在最后依然选择了那时的第一个名字。Cook在之后甚至描述：“我觉得CCR这名字甚至比‘水牛春田合唱团’和‘杰佛逊星船’还要怪异。”

## 團員
- John Fogerty – 主唱、主音吉他手、鍵盤樂器、口琴、薩克斯風（1967–1972）
- Tom Fogerty – 節奏吉他手（1967–1971；1990年去世）
- Stu Cook – 貝斯手（1967–1972）
- Doug Clifford – 鼓手（1967–1972）

## 唱片
| - 克里登斯清水復興（1968） - 鄉村河口（1969） - 綠色的河流（1969） - 威利和貧窮男孩（1969） - 科斯莫工廠（1970） - 擺錘（1970） - 狂歡節（1972） | 另外可以看看 - The Golliwogs discography - John Fogerty discography - Tom Fogerty discography - Cosmo |

## 外部連結
- Creedence Clearwater Revisited official site （页面存档备份，存于）
- Creedence Clearwater Revival, The Ed Sullivan Show （页面存档备份，存于）
- 摇滚名人堂上的清水樂團
- Creedence Clearwater Revival at WorldMusicDatabase
- 清水樂團在互联网电影资料库（IMDb）上的資料（英文）
- Creedence Clearwater Revival - The History （页面存档备份，存于）